# (33759) 1999 RR57
1999 RR57 (asteroide 33759) é um asteroide da cintura principal. Possui uma excentricidade de 0.08807090 e uma inclinação de 16.88293º.
Este asteroide foi descoberto no dia 7 de setembro de 1999 por LINEAR em Socorro.